# سلسلة العالم لكرة القاعدة 2015
سلسلة العالم لكرة القاعدة 2015 (بالإنجليزية: 2015 World Series)‏ هو الموسم 111 من  سلسلة العالم. أقيم خلال الفترة 27 أكتوبر 2015 وحتى 1 نوفمبر 2015، وأشرف على تنظيمه دوري كرة القاعدة الرئيسي، وفاز فيه كنساس سيتي رويالس بعد أن فاز بـ 4 مباراة.

## نتائج الموسم
| المركز | فريق              | لعب | ف | ت | خ | له | عليه | ف.أ | نقاط | ملاحظة |
| ------ | ----------------- | --- | - | - | - | -- | ---- | --- | ---- | ------ |
|        | نيويورك ميتس      |     | 1 |   |   |    |      |     |      |        |
|        | كنساس سيتي رويالس |     | 4 |   |   |    |      |     |      |        |

## روابط خارجية
- سلسلة العالم لكرة القاعدة 2015 على موقع IMDb (الإنجليزية)